# Lynchius nebulanastes
Lynchius nebulanastes es una especie de anfibio anuro de la familia Craugastoridae. Es endémica de Perú. La amenaza a su conservación es la pérdida de su hábitat natural.